# Miss Uzbekistán
Miss Uzbekistán es un concurso de belleza nacional en Uzbekistán. Se encarga de seleccionar a la representante del país para el concurso Miss Universo.

## Historia
En 2013, Rakhima Ganieva fue la primera candidata de Miss Mundo en representar a Uzbekistán. Su presencia allí fue controvertida. Comenzó a participar en Miss Mundo 2013 por Uzbekistán. Afirmó que el concurso Miss Uzbekistán 2013 se llevó a cabo el 20 de julio de 2013 en Taskent. Los funcionarios del Ministerio de Cultura y Deportes de Uzbekistán y del Comité Nacional de Mujeres no sabían que el país había llevado a cabo un concurso.
En 2022, ZO'R TV organizó el concurso O‘zbekiston go‘zali 2022 (Miss Uzbekistán 2022) donde Alimboyeva Durdona fue coronada ganadora.
En 2024, Edgar Saakyan, fundador de Edgar Entertainment en Miami (Estados Unidos), adquirió la licencia de Miss Universo para Uzbekistán.

## Ganadoras

### Miss Universo Uzbekistán
: Declarada como ganadora
     : Terminó como finalista
     : Terminó como una de las semifinalistas o cuartofinalistas
     : Terminó como ganadora de premios especiales
| Año  | División | Miss Universo Uzbekistán | Posición en Miss Universo | Premios especiales | Notas                       |
| ---- | -------- | ------------------------ | ------------------------- | ------------------ | --------------------------- |
| 2024 | Navoi    | Nigina Fakhriddinova     | No clasificó              |                    | Dirección de Edgar Saakyan. |

### Miss Mundo Uzbekistán
: Declarada como ganadora
     : Terminó como finalista
     : Terminó como una de las semifinalistas o cuartofinalistas
     : Terminó como ganadora de premios especiales
| Año  | División | Miss Mundo Uzbekistán | Posición en Miss Mundo | Premios especiales | Notas |
| ---- | -------- | --------------------- | ---------------------- | ------------------ | ----- |
| 2013 | Taskent  | Rakhima Ganieva       | No clasificó           |                    |       |

### Miss Internacional Uzbekistán
: Declarada como ganadora
     : Terminó como finalista
     : Terminó como una de las semifinalistas o cuartofinalistas
     : Terminó como ganadora de premios especiales
| Año  | División | Miss Internacional Uzbekistán | Posición en Miss Internacional | Premios especiales     | Notas |
| ---- | -------- | ----------------------------- | ------------------------------ | ---------------------- | ----- |
| 2022 | Navoi    | Nigina Fakhriddinova          | No clasificó                   | - Mejor Traje Nacional |       |

### Miss Grand Uzbekistán
: Declarada como ganadora
     : Terminó como finalista
     : Terminó como una de las semifinalistas o cuartofinalistas
     : Terminó como ganadora de premios especiales
| Año  | División | Miss Grand Uzbekistán | Posición en Miss Grand Internacional | Premios especiales | Notas |
| ---- | -------- | --------------------- | ------------------------------------ | ------------------ | ----- |
| 2023 | Taskent  | Amaliya Shakirova     | Top 20                               |                    |       |